# Klaus Nathusius
Klaus Nathusius (* 2. Juli 1943 in Berlin; † 7. September 2022 in Frechen) war ein deutscher Betriebswirt und Unternehmer.

## Biografie
Klaus Nathusius war von 1964 bis 1969 Offizier der deutschen Luftwaffe. Danach studierte er von 1969 bis 1974 Betriebswirtschaft an der Universität zu Köln. Im Anschluss an sein Diplom übernahm er die Leitung des Projektbereichs Gründungsforschung am Seminar für betriebswirtschaftliche Planung. Mit seiner Dissertation zum Thema „Corporate Venture Management“ wurde er 1978 zum Dr. rer. pol. promoviert. Sein Doktorvater war der im Gründungsbereich hoch dekorierte Norbert Szyperski. Noch im selben Jahr gründete er als geschäftsführender Gesellschafter die Kapitalbeteiligungs-Management-Gesellschaft GENES GmbH Venture Services. Damit gehört er zu einem der Pioniere der Venture Capital Finanzierung in Deutschland. 1988 bis 1989 war er Vorstandsvorsitzender des Europäischen Venture Capital Verbandes EVCA (European Private Equity and Venture Capital Association, Brüssel).
Von 1978 bis 2001 war er zudem Lehrbeauftragter zum Thema Unternehmensgründung an den Universitäten Köln, Dortmund und Kassel. Im Jahr 2001 wurde er zum Honorarprofessor für Entrepreneurship an der Universität Kassel ernannt. Dort war er von 2002 bis 2005 maßgeblich für den Aufbau des START Netzwerkes für Intra- und Entrepreneurship verantwortlich. Daneben war er von 2003 bis 2007 Lehrbeauftragter an der Georg-August-Universität Göttingen.

## Forschung
Die Forschungs- und Arbeitsschwerpunkte von Klaus Nathusius lagen hauptsächlich in den Bereichen Unternehmensgründung, Unternehmensplanung und Unternehmensfinanzierung.

## Werke
- Norbert Szyperski, Klaus Nathusius: Information und Wirtschaft. Frankfurt: Campus-Verlag, 1975, ISBN 3-593-32084-3
- Klaus Nathusius: Venture Management. Ein Instrument zur innovativen Unternehmensentwicklung. Berlin: Duncker & Humblot, 1979, ISBN 3-428-04380-4
- Udo Winand, Klaus Nathusius: Unternehmungsnetzwerke und virtuelle Organisationen. Stuttgart: Schäffer-Poeschel Verlag, 1998, ISBN 3-791-01309-2
- Norbert Szyperski, Klaus Nathusius: Probleme der Unternehmungsgründung: Eine betriebswirtschaftliche Analyse unternehmerischer Startbedingungen. Lohmar: Eul, 1999, ISBN 3-89012-706-1
- Heinz Klandt, Klaus Nathusius, Josef Mugler, A. Heinrike Heil: Gründungsforschungs-Forum 2000. Dokumentation des 4. G-Forums, Wien, 5./6. Oktober 2000. Lohmar: Josef Eul Verlag, 2001, ISBN 3-890-12850-5
- Klaus Nathusius: Grundlagen der Gründungsfinanzierung. Instrumente – Prozesse – Beispiele. Wiesbaden: Gabler Verlag, 2001, ISBN 3-409-11869-1
- Klaus Nathusius: Vom Wissen zum Markt – Seit der Innovationsoffensive der SPD redet Deutschland über Eliteuniversitäten. Doch welche Art von Elite brauchen wir eigentlich?, Technology Review (Memento vom 17. Juni 2011 im Internet Archive)

## Ehrungen
- Bundesverdienstkreuz am Bande (5. Oktober 1994)[3]